# Jan Hejčl
Jan Nepomuk Hejčl (15. května 1868 Žamberk – 5. února 1935 Olomouc) byl římskokatolický teolog, kněz, starozákonní biblista, spisovatel, cestovatel, překladatel Bible a vysokoškolský pedagog.

## Život
Hejčl vyrůstal v Žamberku v rodině Václava a Anny Hejčlových, společně se sestrami Marií Alžbětou (1871) a Annou Žofií (1874). Po studiu na gymnáziu v Hradci Králové vstoupil do kněžského semináře. Po vysvěcení na kněze působil jako kaplan v Čermné. Ve studiu pokračoval ve Vídni, kde získal doktorát teologie; orientalistiku studoval v Berlíně a Mnichově. Začátkem 20. století podnikl studijní cestu po Palestině, Sýrii a Egyptě. Po návratu se stal profesorem obecné pedagogiky a biblického studia Starého zákona v diecézním semináři v Hradci Králové. Od roku 1909 byl profesorem a v letech 1914–1916 pak děkanem Teologické fakulty v Olomouci. V letech 1917-1925 vydal ve třech svazcích svůj nový překlad Starého zákona z latinské Vulgáty, ale s ohledem na původní hebrejské texty. Upravil také překlad Nového zákona J. L. Sýkory a kromě toho publikoval studie a popularizační články v Časopise katolického duchovenstva. Předmětem jeho zájmu byla biblistika, liturgika, a orientalistika, spolupracoval také na přípravě Českého slovníku bohovědného (1912–1932).

## Dílo
- Do města Davidova (1909)
- Ke svatyni kannanejské (1911)
- Bible česká, knihy Starého zákona (1917–1925)
- Od Květné neděla do Bílé soboty. Olomouc 1928
- Do Soluně a do Galatie. Překlad a výklad. Olomouc 1933
- Dvakrát do Korinta. Překlad a výklad. Olomouc 1934
- Nový zákon. Překlad J. L. Sýkory upravil J. Hejčl. Praha 1946